# Acalypha angustissima
Acalypha angustissima är en törelväxtart som beskrevs av Ferdinand Albin Pax. Acalypha angustissima ingår i släktet akalyfor, och familjen törelväxter. Inga underarter finns listade i Catalogue of Life.